# Курасовщина (зупинний пункт)
Курасо́вщина (біл. Курасо́ўшчына) — пасажирський залізничний зупинний пункт Мінського відділення Білоруської залізниці на лінії Мінськ (Інститут культури) — Барановичі-Поліські між станцією Мінськ-Сортувальний та зупинним пунктом Роща. Розташований у місті Мінськ біля вулиці Ландера, між мікрорайонами «Курасовщина» та «Брилевічі». За 500 метрів від зупинного пункту знаходиться Курасовщинський ринок (вул. Корженевського, 2).
Дільниця Курасовщина — Роща найкоротша на лінії Мінськ — Стовбці (~ 1,16 км).

## Історія
1975 року електрифікований змінним струмом (~25 кВ) в складі дільниці Мінськ — Стовбці.
До початку 1980-х років зупинний пункт мав назву «Дзержинський» за аналогією з розташованим поруч однойменним мікрорайоном. Багато будинків було побудовано на вулицях Ландера, Корженевського, Казинця саме за фінансової підтримки заводу напівпровідникових приладів імені Ф. Е. Дзержинського, який пізніше увійшов до складу НВО «Інтеграл».
У 1990-х роках зупинний пункт перейменований на сучасну назву Курасовщина.
Впродовж 2015—2016 років відбулася реконструкція зупинного пункту, зі зведенням підземного пішохідного переходу через залізницю та нової будівлі кас.

## Пасажирське сполучення
На платформі Курасовщина зупиняються електропоїзди регіональних ліній, що прямують до кінцевих станцій Мінськ-Пасажирський (пл. Інститут культури), Стовбці та  Барановичі-Поліські.